# Bagriltsi
Bagriltsi (bulgariska: Багрилци) är ett distrikt i Bulgarien.   Det ligger i kommunen Obsjtina Krumovgrad och regionen Kărdzjali, i den södra delen av landet, 250 kilometer sydost om huvudstaden Sofia.